# 小泉保
小泉 保（こいずみ たもつ、1926年2月20日 - 2009年12月18日）は、日本の教育者、言語学者・文学者（ウラル語学、フィンランド文学研究）。勲等は瑞宝中綬章。学位は、博士（文学）（東京大学・論文博士・1995年）。関西外国語大学名誉教授。
静岡県立静岡高等学校教諭を経て、静岡女子短期大学に勤務し、ヘルシンキ大学講師、静岡女子大学文学部教授、大阪外国語大学外国語学部教授、関西外国語大学外国語学部教授、関西外国語大学国際言語学部教授、関西外国語大学国際言語学部学部長、学校法人関西外国語大学理事などを歴任した。

## 概要
静岡県出身でウラル語学を専攻する言語学者、文学者である。ウラル語の母音体系や母音調和に関する研究や、音韻理論の日本語への適用などに取り組んだ。『カレワラ』の完訳で知られている。高等学校の教師を経て、静岡女子短期大学、ヘルシンキ大学、静岡女子大学、大阪外国語大学、関西外国語大学、などで教鞭を執った。

## 来歴

### 生い立ち
1926年（大正15年）、静岡県榛原郡金谷町にて生まれた。静岡県により設置・運営される静岡県立志太中学校を経て、国が設置・運営する静岡高等学校に進学した。19歳で徴兵されるも、その3か月後に太平洋戦争は終結した。その後、国が設置・運営する東京大学に進学し、文学部の言語学科にて学んだ。フィンランド語などを中心にウラル語学を学ぶ。東京大学を卒業し、文学士の称号を取得した。なお、後年になって「ウラル語統語論」と題した博士論文を執筆した。その結果、1995年（平成7年）2月15日に東京大学より博士（文学）の学位を授与された。

### 教育者として
大学卒業後は、故郷である静岡県に戻った。静岡県教育委員会に採用され、1951年（昭和26年）に静岡県立静岡高等学校の教諭として着任し、英語の指導に当たることになった。以来、13年間にわたって高等学校の教師を務めた。その傍ら、並行してウラル語についての研究を進めており、『音声学会会報』や『言語研究』などに論文を発表していた。

### 言語学者として
静岡県により設置・運営される静岡女子短期大学に採用され、1963年（昭和38年）に着任した。これにより、本格的に研究に打ち込む環境が整った。
翌年、フィンランド共和国に渡り、ヘルシンキ大学の講師に就任した。ヘルシンキ大学においては日本語を講じたが、その傍らでウラル語学についての研究も進めた。ヘルシンキ大学の教授であったイトゥコネンから指導を受けた。
日本に帰国後、静岡県により設置・運営される静岡女子大学に採用され、1967年（昭和42年）に着任した。『言語』において論文を発表し、それを通じて研究者として広く認められるようになる。1971年（昭和46年）、静岡女子大学にて文学部の教授に昇任した。
1980年（昭和55年）、国が設置・運営する大阪外国語大学に採用され、外国語学部の教授に着任した。外国語学部においては、言語学に関する科目やフィンランド語を講じ、音声学なども講じていた。また、大学院においては、外国語学研究科の教授も兼務した。外国語学研究科においては、主として日本語学専攻の講義を担当した。1990年（平成2年）、大阪外国語大学を退職した。
1990年（平成2年）、同名の学校法人により設置・運営される関西外国語大学に転じ、外国語学部の教授となった。その後、新たに発足した国際言語学部の学部長を兼務するなど、要職を歴任した。また、関西外国語大学を設置する学校法人においては、2004年（平成16年）まで理事を務めた。2005年（平成17年）に関西外国語大学を退職した。
関西外国語大学を退職して以降は、毎日6時間程度を執筆の時間に充てていた。執筆意欲は衰えず、60歳を過ぎてから18点の著書を上梓している。最期の著書は2009年（平成21年）11月に出版された。同年12月18日、静岡県にて死去した。

## 研究
専門は言語学であり、特にウラル語学に関する分野について研究していた。音声学、音韻論、統語論、意味論、語用論、などに関する研究に従事した。若いころにはウラル語などの母音の体系や調和について研究していた。フィンランド語を研究し、神話叙事詩『カレワラ』を完訳した。1985年、フィンランド政府よりカレワラ・メダル、リョンロート・メダルを授与された。2004年、瑞宝中綬章を受章した。2005年、フィンランド政府より第一級白薔薇勲章を授与された。
学術団体としては、日本言語学会、日本音声学会、日本語用論学会、ウラル学会、中部言語学会、関西言語学会、などに所属していた。1988年（昭和63年）4月から1991年（平成3年）3月にかけては、日本言語学会の会長を務めていた。1995年（平成7年）から1998年（平成10年）にかけては、日本音声学会の会長を務めた。会長在任中に『音声学会会報』と『音声の研究』を統合し『音声研究』に一本化している。『音声学会会報』と『音声の研究』はどちらも日本音声学会の学術雑誌であったが、質・量ともに同じような論文が双方に掲載されるなど、その違いが不明瞭であった。そこで、新たな『音声研究』に学術雑誌を一本化させた。また、1998年（平成10年）から2006年（平成18年）にかけては、日本語用論学会の会長を務めた。

## 人物
二・二六事件
1936年（昭和11年）、扁桃炎によりたまたま日本赤十字社静岡支部病院に入院していた。その際、二・二六事件が発生し、静岡県に滞在していた西園寺公望を探して走る兵士たちを病院から目撃したという。
大阪府への転居
専門分野はウラル語学であったが、静岡県の方言辞典の編纂などにも携わっている。言語学者の上田功は、小泉について「静岡の地、気候や風土、人々、そして方言をこよなく愛しておられた」と評しており、小泉の静岡県に対する愛着はひじょうに深かった。そのため、大阪外国語大学から招聘された際には迷っていたという。だが、大阪外国語大学の助教授であった山末一夫から熱心に誘われたうえ、小泉のためにフィンランド語のクラスを新設するとの好条件を提示された。これらの説得を受け、大阪府に転居することを決意したという。

## 門下生
- 上田功[2]
- 野田尚史[2]
- 砂川有里子[2]
- 蓮沼昭子[2]
- 三牧陽子[2]
- 村岡貴子[2]
- 由井紀久子[2]
- 藤田耕司[2]
- 山本英一[2]
- 田澤耕[2]

## 略歴
- 1926年 - 静岡県榛原郡金谷町にて誕生[1]。
- 1945年 - 徴兵[1]。
- 1951年 - 静岡県立静岡高等学校教諭[1]。
- 1963年 - 静岡女子短期大学採用[1]。
- 1964年 - ヘルシンキ大学講師[1]。
- 1967年 - 静岡女子大学採用[1]。
- 1971年 - 静岡女子大学文学部教授。
- 1980年 - 大阪外国語大学外国語学部教授。
- 1987年 - 日本言語学会会長[2]。
- 1990年 - 大阪外国語大学退職[2]。
- 1990年 - 関西外国語大学外国語学部教授。
- 1995年 - 日本音声学会会長[2]。
- 1998年 - 日本語用論学会会長。
- 2005年 - 関西外国語大学退職[6]。
- 2009年 - 静岡県にて死去[6]。

## 栄典
- 2004年 - 瑞宝中綬章。
- 2005年 - フィンランド第一級白薔薇勲章。

## 著作

### 単著
- 『日本語の正書法』（大修館書店、日本語叢書） 1978.5
- 『フィンランド語文法読本』（大学書林） 1983.10
- 『教養のための言語学コース』（大修館書店） 1984.4
- 『言外の言語学 日本語語用論』（三省堂） 1990.3
- 『ウラル語のはなし』（大学書林） 1991.3
- 『ラップ語入門』（大学書林） 1993.1
- 『日本語教師のための言語学入門』（大修館書店） 1993.7
- 『ウラル語統語論』（大学書林） 1994.8
- 『言語学とコミュニケーション』（大学書林） 1995.6
- 『音声学入門』（大学書林） 1996.9
- 『ジョークとレトリックの語用論』（大修館書店） 1997.5
- 『縄文語の発見』（青土社） 1998.6
- 『カレワラ神話と日本神話』（日本放送出版協会、NHKブックス） 1999.3
- 『日本語の格と文型 結合価理論にもとづく新提案』（大修館書店） 2007.2
- 『現代日本語文典 21世紀の文法』（大学書林） 2008.8
- 『日英対照 すべての英文構造が分かる本』（開拓社） 2009.11

### 共編著
- 『音韻論 1』（牧野勤共著、大修館書店、英語学大系1） 1971
- 『言語学の潮流』（林栄一共編、勁草書房） 1988.4
- 『日本語基本動詞用法辞典』（大修館書店） 1989
- 『入門語用論研究 理論と応用』（編、研究社） 2001.10

## 翻訳
- 『フィン=ウゴル祖語の音韻と形態の構造』（イトゥコネン、北欧出版社） 1962
- 『音声学入門』（M・シュービゲル、大修館書店） 1973
- 『英語文型論』（G・H・ヴァリンズ、小野達共訳、北星堂書店） 1975
- 『カレワラ フィンランド叙事詩』上・下（リョンロット編、岩波文庫） 1976 - 1977、改訂版 2000
- 『カレワラの歌 対訳』（大学書林）　第1巻 1985（第2版 2002）、第2巻 1999
- 『図説 フィンランドの文学 - 叙事詩『カレワラ』から現代文学まで』（カイ・ライティネン、大修館書店） 1993
- 『構造統語論要説』（ルシアン・テニエール、監訳、研究社） 2007.3
- 『カレワラ物語 フィンランドの神々』（岩波少年文庫） 2008.11

## 記念論集
- 『言語学の視界』（小泉保教授還暦記念論文集編集委員会、大学書林） 1987.3
- 『言語探究の領域 小泉保博士古稀記念論文集』（大学書林） 1996.2
- 『言外と言内の交流分野 小泉保博士傘寿記念論文集』（上田功, 野田尚史編、大学書林） 2006.4

### 註釈
1. ↑  静岡県榛原郡金谷町は、五和村と合併し、1957年に新たに金谷町が設置された。
2. ↑  静岡県立志太中学校は、1948年に静岡県立志太高等学校に改組された。
3. ↑  静岡高等学校は、静岡第一師範学校、静岡第二師範学校、静岡青年師範学校、浜松工業専門学校と統合され、1949年に静岡大学が設置された。
4. ↑  文学士の称号は、1991年7月1日以降の学士（文学）の学位に相当する。
5. ↑  静岡女子短期大学は、静岡薬科大学、静岡女子大学と統合され、1987年に静岡県立大学が設置された。
6. ↑  静岡女子大学は、静岡薬科大学、静岡女子短期大学と統合され、1987年に静岡県立大学が設置された。
7. ↑  日本赤十字社静岡支部病院は、1943年に静岡赤十字病院に改組された。